# Nijō Yoshizane
Nijō Yoshizane (二条良実, também conhecido como Fujiwara Yoshizane, 1216 - 1270), foi um nobre do período Kamakura da História do Japão, Fundador do ramo Nijō dos Fujiwara.

## Vida e carreira
Yoshizane foi o segundo filho de Kujō Michiie e sua mãe foi filha de Saionji Kintsune. Por provir de uma forte linhagem dentro da Corte Imperial, galgou rapidamente a hierarquia durante sua infância. Em 1226 se tornou Chamberlain. Em 1230, foi nomeado vice-governador da província de Iyo. No ano seguinte, foi nomeado Chūnagon.  
Com a morte repentina de seu irmão mais velho Norizane em 1235, Yoshizane assumiu uma série de cargos administrativos, foi nomeado Dainagon e neste mesmo ano, promovido a Naidaijin até 1236, quando foi promovido a Udaijin, e em 1238 a Sadaijin (até 1243). Tudo isso sem contar com o apoio do pai, pois Michiie não o considerava favorito, mas cantava com o apoio de seu avô Kintsune.
Com a morte do Imperador Shijo (que não tinha herdeiro). em 1242 o Shogunato Kamakura foi envolvido na política de sucessão. Esta intromissão foi um legado da Guerra Jōkyū. Os candidatos eram o Príncipe Kunito, filho do Imperador Tsuchimikado, e o Príncipe Tadamari o filho do Imperador Juntoku. Kintsune, apoiava Tadamari como imperador, assim como Michiie e a maioria da Corte. Mas, por causa do envolvimento de Juntoku na Guerra Jōkyū, tiveram que buscar o consentimento do Shogunato.
Mas Juntoku ainda estava vivo. Embora vivendo no exílio, e o Bakufu não podia permitir que a sucessão fosse dada a seu filho, uma vez que isso poderia resultar em esforços para trazê-lo de volta a Quioto. Os líderes do Bakufu debateram o assunto e a escolha recaiu à Kunito (o futuro Imperador Go-Saga) apesar da oposição da Corte, isso foi uma virada na política que o Bakufu vinha realizando, passando a controlar a política da sucessão.
Quando o Bakufu declarou sua intenção de não permitir que a sucessão fosse entregue a Tadanari, Kintsune rapidamente passou a apoiar Kunito. Já  Michiie continuou a apoiar Tadanari, isso gerou uma quebra nos laços que uniam Kintsune e  Michiie que foi agravada com a entrega da regência para Yoshizane. Kintsune em troca do apoio conseguiu que sua neta se tornasse consorte de Go-Saga. Acabando com a exclusividade da consorte vir dos Kujō. Além disso, as ações de Kintsune ajudaram a dividir os filhos de Michiie nas casas Ichijo, Nijō e Kujō. E quando, em algumas gerações, os Takatsukasa se separam dos Konoe, a divisão do Sekke ficou completa. Importantes cargos no governo eram divididos entre as cinco casas regentes Fujiwara, mas os Saionji passaram a controlar a escolha da consorte, reduzindo o poder da linhagem regente para uma pálida sombra de sua antiga glória.
Yoshizane, constantemente se lamentava que o ódio que Michiie tinha pelos Hōjō poderia levar a distúrbios, frequentemente protestava com ele, e com o resultado as relações entre pai e filho se deterioraram. Por Tokiyori estar ciente desta situação, não agiu contra Yoshizane. Já Michiie e seu neto Tadaie foram afastados de seus cargos e banidos.
Assim em 1242 Yoshizane foi nomeado Kanpaku do Imperador Go-Saga e líder do clã Fujiwara.  No entanto, com a morte de Kintsune em 1244, Yoshizane perdeu o patrocínio na Corte. Com a recuperação do poder para Michiie, em 1246 foi substituído por seu irmão mais novo  Sanetsune, que tinha o apoio de Michiie. Naquela época, Yoshizane se aliara ao shikken Tokiyori, mas quando Michiie voltou a dominar a Corte, Yoshizane ficou sem nenhum cargo administrativo por Michiie suspeitar que seu filho estava de conluio com o shogunato contra ele.
Com a morte de Michiie em 1252, Yoshizane recuperou seu prestigio na Corte e em 1261 foi nomeado Kanpaku do Imperador Kameyama até 1265. Depois disso foi nomeado Nairan até 1268. No final de 1270 se afastou da corte e se tornou monge budista, passando a se chamar Gyōkū. Dois meses depois veio a falecer.
| Precedido por Ninguém         | -- 1º Líder dos Nijō Fujiwara (1242 -1270) | Sucedido por Nijō Morotada    |
| Precedido por Konoe Kanetsune | 59º Sadaijin (1238 -1243)                  | Sucedido por Ichijō Sanetsune |
| Precedido por Saionji Saneuji | 97º Udaijin (1236 -1238)                   | Sucedido por Sanjō Sanechika  |
| Precedido por Saionji Saneuji | 59º Naidaijin (1235 -1236)                 | Sucedido por Kujō Motoie      |